# Czesława Burcon
Czesława Burcon (ur. 3 stycznia 1937 w Nieliszu) – polska polityk, posłanka na Sejm PRL IX kadencji.

## Życiorys
Od 1952 pracowała w Delegaturze Gminnej Centralnego Urzędu Skupu i Kontraktacji w Nieliszu, a od 1953 w Spółdzielni Samopomoc Chłopska w Ruskich Piaskach. W latach 1957–1960 była kontrolerką biletów w Miejskim Przedsiębiorstwie Komunikacyjnym we Wrocławiu, z kolei w latach 1962–1963 nawijaczką we Wrocławskich Zakładach Włókien Sztucznych. Od 1963 monter elektronik-brygadzista w Zakładach Elektronicznych „Elwro” we Wrocławiu, gdzie była wiceprzewodniczącą rady pracowniczej w tych zakładach. Ukończyła Kurs Monterów Zespołów Radiowych i Telewizyjnych (1964) oraz kurs mistrzowski w zawodzie mechanik odbiorników fonicznych (1978).
W 1985 uzyskała mandat posłanki na Sejm PRL IX kadencji w okręgu Wrocław Fabryczna z ramienia Polskiej Zjednoczonej Partii Robotniczej. Zasiadała w Komisji Rynku Wewnętrznego i Usług, Komisji Spraw Samorządowych oraz w Komisji Nadzwyczajnej do rozpatrzenia projektów ustaw związanych z realizacją drugiego etapu reformy gospodarczej.

## Odznaczenia
- Krzyż Kawalerski Orderu Odrodzenia Polski
- Srebrny Krzyż Zasługi